# Epinotia lindana
Epinotia lindana es una especie de polilla tortrix perteneciente al género Epinotia, categorizada en la tribu Eucosmini, de la subfamilia Olethreutinae. Fue descrita por Fernald en 1892.
La especie es válida y aceptada y aparece registrada en una sección de la publicación Can. Ent 24, 178 de 1892.
Es muy activa durante los meses de agosto, septiembre, octubre y noviembre y cuenta con una envergadura de 18-20 mm. La longitud del ala anterior es de 7-10 mm. El huésped larvario es el género de plantas Cornus.

## Distribución
Se distribuye por América del Norte, en los Estados Unidos y Canadá.